# غلامحسین‌خان گرجی
غلامحسین‌خان گرجی (۱۲۲۳ هجری قمری - ۱۳۰۴ هجری قمری) فرزند یوسف‌خان گرجی بود که پس از مرگ پدر در سال ۱۲۴۰ هجری قمری، لقب سپهداری را در سن ۱۷ سالگی از وی به ارث برد. از همین رو، وی را «سپهدار ثانی» لقب داده‌اند. در همین سال وی با ازدواج با دختر بیست و دوم فتحعلی‌شاه به نام ماه بیگم، به عنوان داماد وی معرفی شد.
از جمله مناصب حکومتی وی می‌توان به کسب سمت حاکم اراک در سال ۱۲۳۸ هجری قمری، سمت حاکم اصفهان در سال ۱۲۶۶ هجری قمری، سمت حاکم کرمان در سال ۱۲۷۲ هجری قمری نام برد. وی در سال ۱۲۷۶ به عضویت شورای دولتی ناصرالدین‌شاه درآمد و ۱۰ سال پس از آن به عنوان وزیر عدلیه دربار ایران منصوب شد. آخرین سمت حکومتی وی نیز عضویت در دارالشورای کبری در سال ۱۳۸۸ هجری قمری بود.
پس از مرگ غلامحسین‌خان گرجی، لقب سرداری وی به پسرش، محمدعلی‌خان، معروف به آقاسردار رسید.